# Atzacoaloya
Atzacoaloya es una localidad del estado mexicano de Guerrero. Es parte del municipio de Chilapa de Álvarez.

## Toponimia
El nombre «Atzacoaloya» proviene de los términos en náhuatl: atl, agua; tzacualoni, tapón; ca, lugar. Su significado es «donde se detiene el agua».

## Demografía
| Gráfica de evolución demográfica |
|                                  |

| Censo | Población |
| ----- | --------- |
| 1900  | 1 059     |
| 1910  | 1 270     |
| 1921  | 1 201     |
| 1930  | 1 043     |
| 1940  | 1 391     |
| 1950  | 1 455     |
| 1960  | 1 570     |
| 1970  | 1 801     |
| 1980  | 2 240     |
| 1990  | 2 350     |
| 2000  | 2 401     |
| 2010  | 2 255     |
| 2020  | 2 312     |